# Peter Paludanus
Peter Paludanus (Varambon, c. 1277 – Paris, 1342) foi um frade dominicano e teólogo francês, nomeado Patriarca de Jerusalém em 1329.

In quartum sententiarum

## Obras
- In quartum sententiarum (em latim). Veneza: Ottaviano Scoto. 1493